# 豊田孝治
豊田 孝治（とよだ こうじ、1974年11月8日 - ）は、愛知県出身の俳優、殺陣師。ガイズエンターテイメント所属。身長178cm、体重70kg。

## 出演

### テレビドラマ
- らんぼう
- はみだし刑事情熱系シリーズ
- 土曜ワイド劇場
  - 「タクシー」
  - 「越境捜査」
- 毒トマト殺人事件

### 映画
- この胸いっぱいの愛を
- WASABI
- まだまだあぶない刑事

### オリジナルビデオ
- 義王
- 本気!